# Szabó László (országgyűlési képviselő)
Ölyvedi Szabó László (Zenta, 1844. december 30. – Zenta, 1900. április 17.) köz- és váltóügyvéd, városi képviselő, megyebizottsági tag, Zenta város országgyűlési képviselője. Szilágyi László genealógus anyai nagyapja.

## Felmenői, családja
Édesapja nemes ölyvedi Szabó László, édesanyja Speiser Franciska.
Szabó László Zentán, 1874. június 1-én vette feleségül Mihálkovits István és Tóth Amália lányát, Mihálkovits Flórát (Zenta, 1855. március 1. - Zenta, 1894. október 30.).
Első felesége halála után házasságot kötött annak húgával, Mihálkovits Albina Teréziával (Zenta, 1858. október 16. - Temesvár, 1940.).
Gyermeke:
- Margit Flóra Kornélia (Zenta, 1875. szeptember 21.[7] – Budapest, 1964. július 6.)[8] férje: nemes ákosfalvi Szilágyi Lajos (Ajnácskő, 1861. augusztus 22.[9] – Budapest, 1927. április 6.)[10] törvényszéki bíró, a nagybecskereki református egyház főgondnoka

## Tanulmányai
Tanulmányait Temesváron, Nagybecskereken és Szegeden folytatta. Bölcseleti tanulmányait a pécsi Líceumban fejezte be. 1864-ban felvették a kalocsai Papneveldébe, ahol négy éven át teológiát hallgatott, de felszentelése előtt kilépett. Jogi tanulmányait 1867 és 1870 között Pesten és Bécsben végezte.

## Pályája
Ügyvéddé avatását követően 1873-ban Zentán nyitott irodát. 1877-től az apósa, Mihálkovits István vezetésével működő Zentai Takarékpénztár jogtanácsosa. Városi képviselői tisztséget és megyebizottsági tagságot is betöltött. Zenta birtokrendezésekor a város megbízásából ügyvédként járt el, ekkor tett szert jelentős népszerűségre.
Zenta város országgyűlési képviselőjévé első alkalommal az 1881 és 1884 közötti ciklus végén Ráday Gedeon országgyűlési képviselő és hadügyminiszter halálát követően a Függetlenségi és Negyvennyolcas Párt programjával, 1884. január 30-án választották. Ezt követően három cikluson keresztül, egészen 1896-ig volt Zenta város országgyűlési képviselője. Az 1884 és 1887 közötti országgyűlési ciklusban csatlakozott a Függetlenségi és Negyvennyolcas Párton belül, az Ugron Gábor által vezetett platformhoz. Ebben a ciklusban több alkalommal is keményen bírálta, keveredett éles szóváltásba Tisza Kálmán miniszterelnökkel. 1890-ben lépett be az újonnan szerveződő Ugron-pártba. Az 1896-os országgyűlési választásokon választókerületében Kovács Pál, a Szabadelvű Párt jelöltjével szemben maradt alul.